# Adem Kılıççı
Adem Kılıççı est un boxeur turc né le 18 avril 1986 à Ağrı.

## Carrière
Sa carrière amateur est principalement marquée par une médaille de bronze aux championnats du monde de Chicago en 2007 en poids welters et une médaille d'argent aux championnats d'Europe d'Ankara en 2011 dans la catégorie poids moyens. Kılıççı participe deux fois aux Jeux olympiques : il est battu au premier tour dans la catégorie des poids welters en 2008 par le Britannique Billy Joe Saunders et en quart de finale en 2012 en poids moyens par le Japonais Ryota Murata, future vainqueur de la compétition.

## Palmarès

### Jeux olympiques
- Battu au premier tour aux Jeux de 2008 à Pékin, Chine
- Quart de finaliste aux Jeux de 2012 à Londres, Angleterre

### Championnats du monde de boxe amateur
- Médaille de bronze en -69 kg en 2007 à Chicago,  États-Unis

### Championnats d'Europe de boxe amateur
- Médaille d'argent en -75 kg en 2011 à Ankara,  Turquie

## Référence
1. ↑  (fr) Résultats des championnats d'Europe de boxe amateur 2011 (les-sports.info)